# Mohd Assri Merzuki
Mohd Assri Merzuki (* 28. Dezember 1994 in Kota Kinabalu) ist ein ehemaliger malaysischer Tennisspieler.

## Karriere
Mohd Assri Merzuki konnte als Junior Platz 202 der Junior-Rangliste der ITF Junior Tour erreichen. Er spielte als Profi hauptsächlich auf der ITF Future Tour, wo er einen Titel im Doppel gewann.
Alle seine Auftritt auf ATP Tour erfolgten durch eine Wildcard in Kuala Lumpur: 2012 mit Syed Mohd Agil Syed Naguib, als sie gegen Mariusz Fyrstenberg und Marcin Matkowski mit verloren, 2013 mit Pablo Carreño Busta und 2015 erneut mit Syed Naguib. Jedes Mal schied er zum Auftakt aus. 2012 erreichte er im Doppel mit Platz 795 seine höchste Platzierung in der Weltrangliste. Daneben war er vor allem im Davis Cup aktiv, wo er zwischen 2010 und 2017 25 Begegnungen für die malaysische Davis-Cup-Mannschaft bestritt. Er weist eine Bilanz von 22:13 vor. 2017 spielte er sein letztes Profiturnier.